# Marc Ouellet
Marc Ouellet PSS (właśc. Joseph Armand Marc Ouellet; ur. 8 czerwca 1944 w La Motte (regionalna gmina hrabstwa Abitibi)) – kanadyjski duchowny rzymskokatolicki, sulpicjanin, doktor nauk teologicznych specjalizujący się w dziedzinie teologii dogmatycznej, sekretarz Papieskiej Rady ds. Popierania Jedności Chrześcijan w latach 2001–2002, arcybiskup metropolita Québecu i prymas Kanady w latach 2003–2010, kardynał od 2003 (najpierw w stopniu prezbitera, w 2018 promowany do stopnia biskupa), prefekt Dykasterii ds. Biskupów (do 2022 Kongregacji ds. Biskupów) i przewodniczący Papieskiej Komisji ds. Ameryki Łacińskiej w latach 2010–2023.

## Życiorys
Pochodzi z wielodzietnej rodziny, jego ojciec był dyrektorem szkoły. Na chrzcie otrzymał imiona Joseph Armand Marc. Kształcił się na Uniwersytecie w Laval, następnie w Wyższym Seminarium w Montrealu, gdzie obronił licencjat z teologii (1968). 25 maja 1968 przyjął w Amos święcenia kapłańskie, których udzielił mu biskup Gaston Hains, koadiutor Amos. Pracował przez dwa lata jako duszpasterz, potem wyjechał na dalsze studia do Rzymu. W 1974 obronił licencjat z filozofii na Papieskim Uniwersytecie Świętego Tomasza z Akwinu (Angelicum). W 1972 wstąpił do zakonu księży św. Sulpicjusza (P.S.S.), w ramach pracy zakonnej wykładał i był rektorem kilku seminariów. Na Papieskim Uniwersytecie Gregoriańskim w Rzymie obronił w 1983 doktorat z teologii dogmatycznej. W latach 1989–1997 był profesorem i rektorem seminariów w Montrealu i Edmonton, a od 1997 profesorem w Instytucie Jana Pawła II Badań nad Małżeństwem i Rodziną.
3 marca 2001 został powołany przez papieża Jana Pawła II na sekretarza Papieskiej Rady Promowania Jedności Chrześcijan, otrzymując jednocześnie tytularną stolicę arcybiskupią Acropolis. Sakry biskupiej udzielił mu sam papież w Watykanie 19 marca 2001. W listopadzie 2002 został arcybiskupem Quebecu i prymasem Kanady.
21 października 2003 wyniesiony do godności kardynalskiej, otrzymał tytuł prezbitera S. Maria in Traspontina.
12 stycznia 2008 papież Benedykt XVI mianował kard. Marca Ouelleta relatorem generalnym 12. zgromadzenia zwyczajnego Synodu Biskupów.
30 czerwca 2010 mianowany przez papieża Benedykta XVI prefektem Kongregacji ds. Biskupów.
W 2011 kardynał Marc Ouellet dokonał konsekracji, w asyście arcybiskupa Celestina Migliorego, nuncjusza apostolskiego w Polsce, i Stanisława Stefanka, dotychczasowego biskupa łomżyńskiego, biskupa diecezjalnego łomżyńskiego Janusza Stepnowskiego.
Był wymieniany w gronie faworytów do następstwa (tzw. papabile) po rezygnacji z urzędu Benedykta XVI w lutym 2013.
28 czerwca 2018 papież Franciszek podniósł go do rangi kardynała biskupa, na równi z pozostałymi kardynałami biskupami diecezji suburbikarnych, pomimo nieprzydzielenia mu żadnej z diecezji podrzymskich.
19 sierpnia 2022 Stolica Apostolska wydała komunikat o niewszczynaniu śledztwa w sprawie molestowania seksualnego, którego miał się dopuścić w Quebec. Sam kardynał odrzucił oskarżenia.
30 stycznia 2023 zakończył pełnienie urzędów prefekta Dykasterii ds. Biskupów i przewodniczącego Papieskiej Komisji ds. Ameryki Łacińskiej.
Był uczestnikiem konklawe 2005, zwołanego po śmierci papieża Jana Pawła II oraz konklawe 2013, zwołanego po abdykacji papieża Benedykta XVI. 8 czerwca 2024 w związku z ukończeniem 80 lat utracił prawo do udziału w konklawe.